# 隆尼希
隆尼希是德国莱茵兰-普法尔茨州的一个市镇。总面积5.50平方公里，总人口1197人，其中男性581人，女性616人（2011年12月31日），人口密度218人/平方公里。